# Supernova-Gruppe

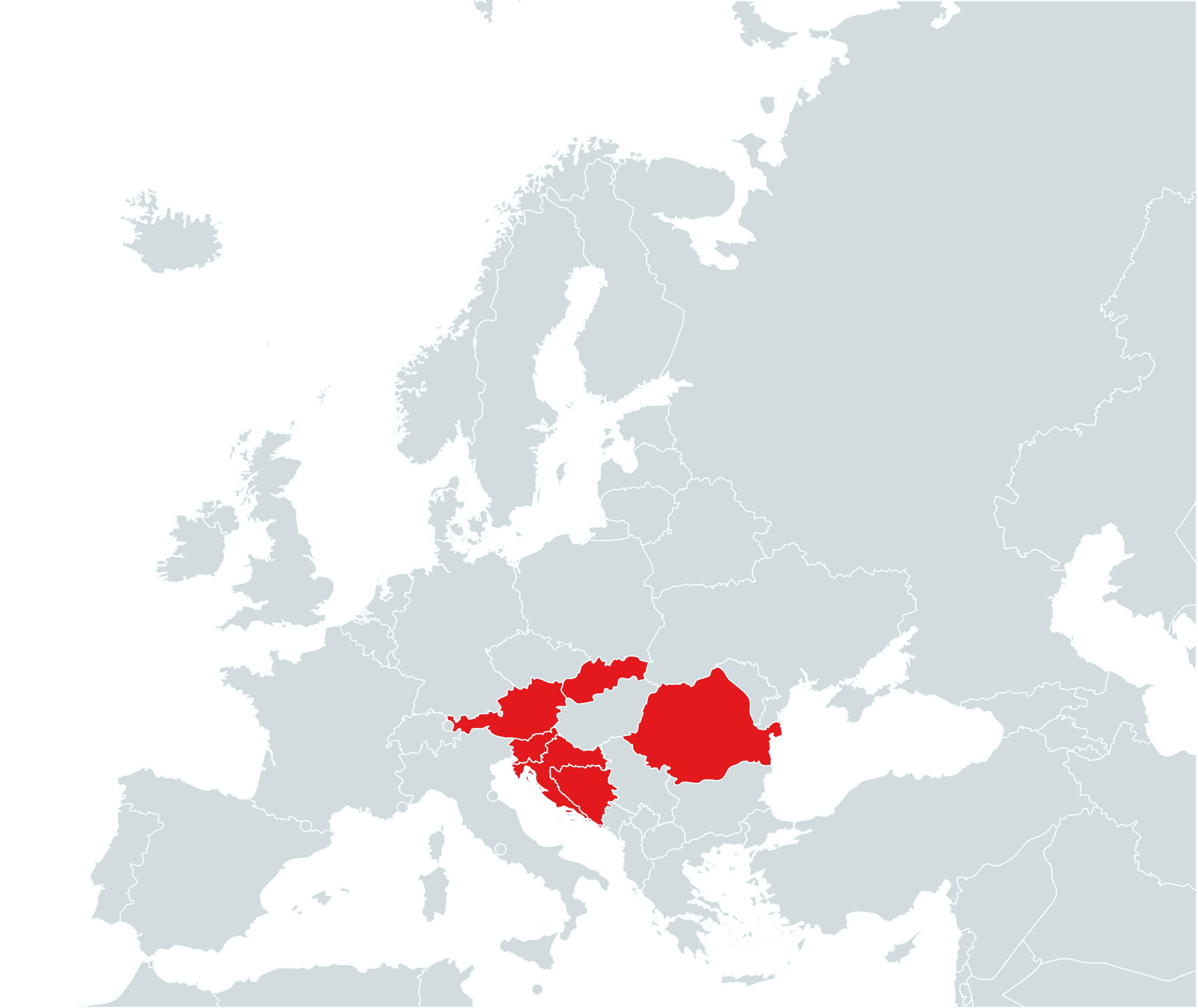
Länder, in denen Supernova aktiv ist

Die Supernova-Gruppe (kurz: Supernova) ist ein international tätiges Immobilienunternehmen in privater Hand mit Sitz in Graz, dessen Fokus insbesondere auf Einzelhandelsimmobilien in Österreich, Slowenien, Kroatien, Rumänien und der Slowakei liegt. Der Wert der 112 von Supernova gehaltenen Handelsimmobilien mit einer Jahresmiete von rund 180 Millionen Euro im Eigentum belief sich zum 30. Juni 2023 laut firmeneigenen Angaben auf ca. 2,2 Milliarden Euro.

## Geschäftsmodell
Die Supernova-Gruppe kauft Immobilien an und betreibt diese. Unter der Marke Supernova betreibt das Unternehmen zahlreiche Einkaufszentren und Fachmärkte in Slowenien, Kroatien, Rumänien und der Slowakei. In diesem Segment nimmt Supernova laut Beobachtern derzeit eine führende Stellung ein. In Österreich erlangte Supernova durch die Übernahme von rund 60 ehemaligen bauMax-Baumärkten im Jahr 2015 überregionale Bekanntheit. Das Unternehmen gibt an, dass die Supernova-Objekte jährlich von rund 80 Millionen Kunden besucht werden. Neben dem Unternehmenssitz in Graz betreibt Supernova auch Büros in Wien, Ljubljana, Bukarest, Zagreb und Bratislava.

### Green Dot Project
2019 startete die Supernova-Gruppe das Green Dot Project mit dem Ziel, Geschäftspraktiken zu optimieren und bis 2028 klimaneutral zu werden. Laut Geschäftsführer Markus Pinggera wird zum einen der Energieverbrauch der Shopping Center mit einem intelligenten Lüftungssystem und LED-Beleuchtung gemindert. Zum anderen möchte die Supernova-Gruppe ihre eigene Energie erzeugen, also ihre eigenen Immobilien zur Erzeugung von Photovoltaikstrom nutzen. Außerdem sollen die Parkplätze mit Photovoltaik-Panels überdacht werden. Im Mai 2022 investierte Supernova zusammen mit Energie Steiermark 7,5 Millionen Euro in einen neuen Photovoltaik-Park in Neudau. Dieser soll 3.500 Haushalte versorgen und jährlich 3.600 Tonnen CO2 einsparen.

## Geschichte
Supernova wurde 1994 in Graz von Frank Albert unter dem Namen Albert Immobilienprojektierungs-GmbH gegründet. Neben klassischer Projektentwicklung beschäftigte sich das Unternehmen auch mit dem Vertrieb von Drogerieartikeln. Später wurde diese Gesellschaft zu Supernova Invest GmbH umfirmiert. Bereits 1998 wurde das erste Einzelhandelsobjekt in Ljubljana, Slowenien, realisiert. Ab 2005 wurde die Expansion der unter der Marke „Supernova“ geführten Einkaufs- und Fachmarktzentren auf Kroatien ausgeweitet. Aktuell betreibt Supernova in Kroatien 13 Handelsimmobilien, ein überregionales Shopping Center, zwei lokale Einkaufszentren sowie zwei innerstädtische Einkaufszentren in Zagreb und insgesamt acht Shopping- bzw. Retail Parks.
2015 übernahm Supernova 60 Standorte der Baumarktkette bauMax in Österreich, Slowenien und der Slowakei mitsamt der Muttergesellschaft von der Eigentümerfamilie Essl, wodurch eine Revitalisierung sowie Vermietung an OBI ermöglicht wurde. 2019 erweiterte Supernova das Portfolio um zehn slowenische Einkaufs- und Fachmarktzentren der Mercator-Gruppe, wobei die entsprechenden Verträge bereits im Oktober 2018 unterzeichnet wurden. Gleichzeitig kam es zum weiteren Ausbau der führenden Marktposition in Slowenien durch den Ankauf von 10 Qlandia Standorten.
In Slowenien besitzt Supernova heute insgesamt 26 Handelsimmobilien, fünf überregionale Einkaufszentren, zwölf Hypermarket dominierte Zentren, vier Shopping Parks, drei Fachmarktzentren sowie vier von Obi betriebene Baumärkte, wovon die letzten zwei Standorte in einem Shopping Park und Fachmarktzentrum integriert sind.
Gegenwärtig vermietet Supernova Geschäftsflächen an eine Reihe internationaler Unternehmen, wie unter anderem OBI, Spar/Interspar, Deichmann, dm, H&M, ZARA, New Yorker, Müller und C&A.
Nach dem Kauf eines ersten Einkaufszentrums im rumänischen Pitesti im Dezember 2020 übernahm Supernova im Dezember 2021 sechs weitere Einkaufszentren der Marke Cora in Bukarest, Bacău, Constanta und Drobeta. Zusammen haben sie eine Fläche von gut 140.000 Quadratmetern. Der Name wird auf Supernova geändert, aber die in Rumänien etablierte Marke Cora soll als Ankermieter im Lebensmittelbereich bestehen bleiben, hieß es in einer Aussendung.
Im Mai 2022 investierte Supernova gemeinsam mit der Energie Steiermark 7,5 Millionen Euro in einen neuen Photovoltaik-Park in Neudau, der teilweise 3.500 Haushalte versorgt. Darüber hinaus engagiert sich die Supernova Gruppe in einem Geothermieprojekt in Neudau, das den Bau eines 20 Hektar großen Glashauses zur nachhaltigen Gemüseproduktion vorsieht. Mit einer Investitionssumme von mehr als 80 Millionen Euro werden bis 2027 rund 250 neue Arbeitsplätze geschaffen und ein erheblicher Beitrag zur Reduktion des CO₂-Ausstoßes geleistet. Im Juni 2022 expandierte Supernova in die Slowakei und kaufte für einen zweistelligen Millionenbetrag vier Shopping-Center in den Städten Trnava, Trencin, Nitra und Poprad. Am 1. Juni 2023. erwarb Supernova die Immobilien der Kika/Leiner Gruppe. Das operative Geschäft wurde von einem Managementteam rund um Hermann Wieser, der langjährig im Möbelhandel tätig war, übernommen.
Im Jahr 2024 ist die Supernova Gruppe mit dem Ankauf einer Immobilie in den italienischen Markt eingetreten.